# Fort der Rache
Fort der Rache (Originaltitel: Fort Vengeance) ist ein US-amerikanischer Western aus dem Jahr 1953 von Lesley Selander mit James Craig und Rita Moreno in den Hauptrollen.

## Handlung
1873 entziehen sich die Brüder Dick und Carey Ross der Gefangennahme durch amerikanische Behörden, indem sie die Grenze nach Kanada überqueren. Am Lagerfeuer warnt der ältere Bruder Dick Carey, dass er seine Hilfe verweigern werde, wenn Carey sie erneut in Schwierigkeiten bringe. Am nächsten Tag erschießt Carey einen von zwei Sioux-Indianern, die sie aus der Ferne beobachteten. Die Brüder schleichen sich davon und landen in Fort Vengeance, der Heimat der neu gegründeten North West Mounted Police. Dick besteht darauf, dass sie sich der Truppe anschließen, obwohl Carey gegen den Militäralltag protestiert. Während ihres Gesprächs mit Major Trevett gibt Dick zu, dass sie aus dem Dakota-Territorium geflohen sind, weil es zu einer Schießerei gekommen war, die durch den Vorwurf provoziert worden war, Carey habe beim Kartenspiel betrogen. Dick besteht jedoch darauf, dass sie keine Vorstrafen haben. Die Brüder schließen die Ausbildung mit anderen neuen Rekruten erfolgreich ab und werden Polizisten. 
Als Häuptling Sitting Bull nach der Schlacht am Little Bighorn mit seinem Stamm nach Kanada kommt, wird Trevett angewiesen, ihn daran zu hindern, Krieg zu führen. Sitting Bull berät sich mit Crowfoot, dem Häuptling der Blackfoot, und drängt ihn, sich gegen die Weißen zu verbünden, doch Crowfoot lehnt ab und bleibt der englischen Königin treu. Trevett führt eine Truppe der Mounties zum Lager der Blackfoot, um Sitting Bull willkommen zu heißen. Das Treffen verläuft friedlich. Später jedoch befiehlt Sitting Bull Broken Lance, einem Angehörigen des Sioux-Stammes, weiße Siedler anzugreifen, um einen Krieg anzuzetteln, besteht aber darauf, dass sein Sohn Blue Cloud wartet, den Tod seines Bruders zu rächen, der von Carey getötet wurde. Sitting Bulls Plan, die Schuld für die Überfälle dem Stamm der Blackfoot zuzuschieben, schlägt fehl, nachdem Dick und Trevett die Pfeile als Sioux-Pfeile identifizieren. 
Nachdem die Mounties gerufen werden, um einen von den Sioux angegriffenen Wagenzug zu verteidigen, jagt Dick Broken Lance von dort zu Crowfoots Lager. Aufgrund der Beweise der Pfeile erlaubt Crowfoot Dick, Broken Lance festzunehmen. Der Indianer wird für schuldig befunden und gehängt. Sitting Bull plant daraufhin, den Krieg zu erklären, wird jedoch von Crowfoot daran gehindert, der sich weigert, sein Volk kämpfen zu lassen. Carey verfällt unterdessen wieder in seine wilde Lebensweise und schließt eines Nachmittags einen geheimen Deal mit dem Händler François Luboc ab, um Felle zu verkaufen, die er aus einem Indianerversteck gestohlen hat. Als Crowfoots Sohn Eagle Heart den Diebstahl seiner Felle meldet, werden die Rosses beauftragt, den Täter zu finden. Nachdem Eagle Heart bestätigt, dass die an den Handelspostenbesitzer Patrick Fitzgibbon verkauften Felle sein Zeichen tragen, identifiziert Fitzgibbon Luboc als den Händler. Carey meldet sich freiwillig, um Luboc festzunehmen, und findet ihn in seiner Hütte, wo Eagle Heart ihn mit einer Waffe bedroht. Während einer Schießerei mit Eagle Heart tötet Carey Luboc und flieht, wobei er sein reiterloses Pferd zurücklässt, um den Anschein zu erwecken, dass er tot ist. 
Constable Macrae, der geschickt wurde, um Carey zu helfen, verhaftet Eagle Heart wegen der Morde an Luboc und Carey. Dick ist misstrauisch und sucht nach seinem Bruder. Er findet seine Uniform unter den Dielen von Lubocs Hütte versteckt. Nachdem er von Fitzgibbon ein frisches Pferd bekommen hat, macht er sich wieder auf den Weg, ohne zu wissen, dass er von einem rachsüchtigen Blue Cloud verfolgt wird. Crowfoot erklärt sich unterdessen bereit, sich mit Sitting Bull zu verbünden, wenn Eagle Heart keinen fairen Prozess erhält. Dick findet schließlich Carey, woraufhin sein Bruder seine Verbindung mit Luboc zugibt. Als Dick darauf besteht, dass Carey sich stellt, um einen Krieg abzuwenden, weigert sich Carey und greift ihn an. Blue Cloud beobachtet den Kampf und tötet Carey. Obwohl er um den Verlust seines Bruders trauert, erkennt Dick, dass Blue Cloud ihm das Leben gerettet hat. Sie kehren rechtzeitig gemeinsam zum Fort zurück, um Eagle Hearts Hinrichtung zu verhindern und einen gemeinsamen Angriff der Stämme Crowfoots und Sitting Bulls zu stoppen. Eagle Heart wird freigelassen und der Frieden ist wiederhergestellt.

## Hintergrund
Gedreht wurde der Film ab dem 10. August 1952 auf der Movie Ranch von Ray Corrigan im Simi Valley.
Andrew V. McLaglen arbeitete als Regieassistent.

## Veröffentlichung
Die Premiere des Films fand am 26. März 1953 in Los Angeles statt. In der Bundesrepublik Deutschland kam er am 16. Oktober 1953 in die Kinos, in Österreich im Juli 1954.

## Kritiken
Das Lexikon des internationalen Films schrieb: „Harmlose Western-Unterhaltung mit viel militärischer Wichtigtuerei.“
Die Filmzeitschrift Cinema befand: „Daniel B. Ullman schrieb schon bessere Drehbücher als diese lahme, spannungsarme Geschichte. Fazit: Einfallslos und zäh wie Kaugummi.“